# Постбауер-Генг
Постбауер-Генг (нім. Postbauer-Heng) — громада в Німеччині, розташована в землі Баварія. Підпорядковується адміністративному округу Верхній Пфальц. Входить до складу району Ноймаркт.
Площа — 24,65 км2. Населення становить 7930 ос. (станом на 31 грудня 2020).